# Принцесса Нидерландов

Штандарт принцессы Нидерландов Беатрикс

Принцесса Нидерландов (нидерл. Prinses der Nederlanden) — официальный титул, который носят представительницы королевской династии Нидерландов, принадлежащие к семье короля (королевы) Нидерландов.
Титул присваивается дочерям и сёстрам короля Нидерландов, а также жёнам наследников королевского престола Нидерландов. Кроме того, этот титул пожизненно носят бывшие королевы Нидерландов после отречения от престола (исторически каждая королева Нидерландов отрекалась от престола).

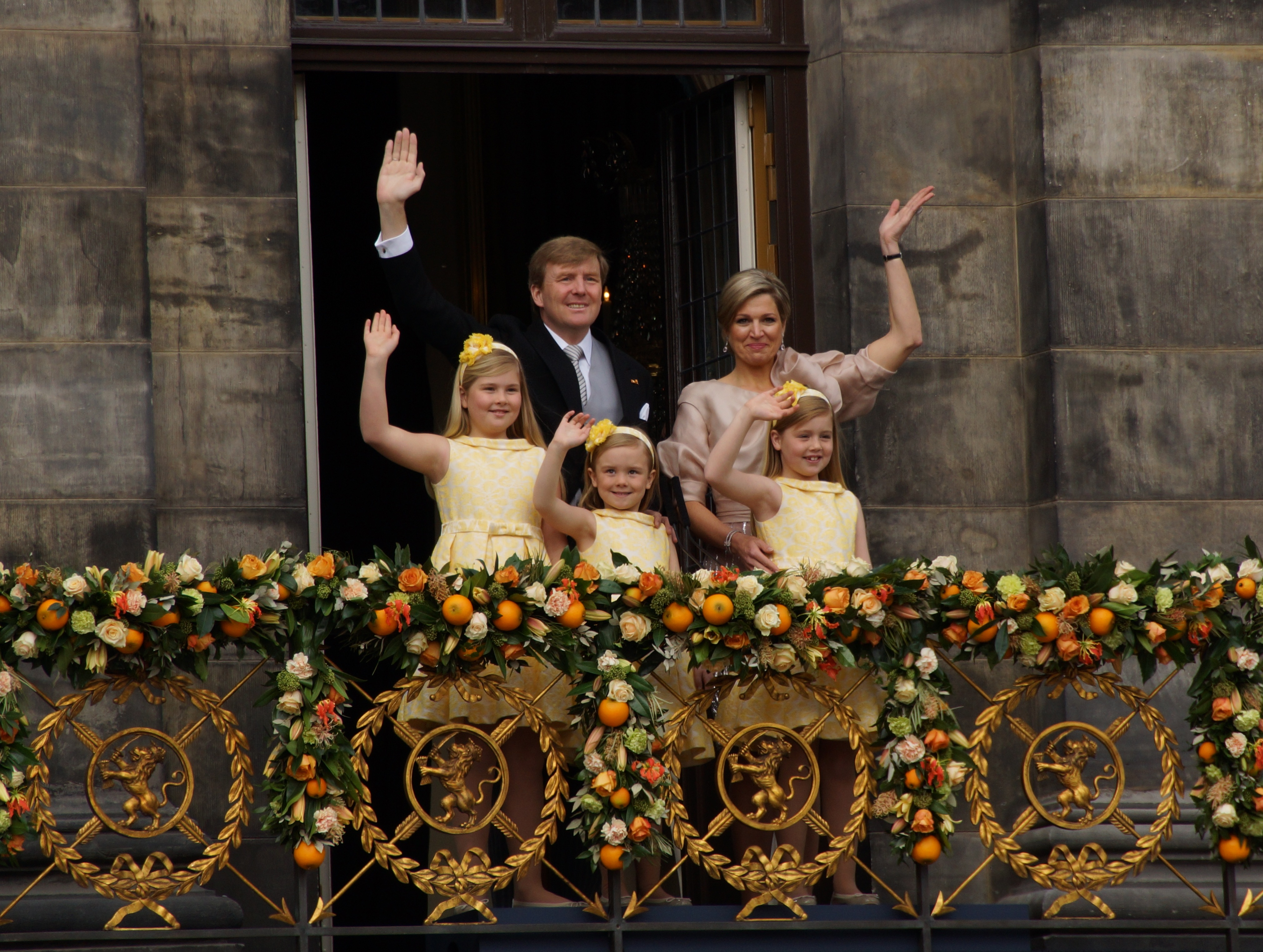
Королевская семья Нидерландов

В настоящее время титул принцессы Нидерландов носят:
- принцесса Беатрикс Нидерландская — до 30 апреля 2013 года королева Нидерландов, мать короля Виллема-Александра;
- Катарина-Амалия, Принцесса Оранская, Нидерландская — старшая дочь короля Виллема-Александра и королевы-консорт Максимы; наследница нидерландского престола
- принцесса Алексия Нидерландская — средняя дочь короля Виллема-Александра и королевы-консорт Максимы;
- принцесса Ариана Нидерландская — младшая дочь короля Виллема-Александра и королевы-консорт Максимы;
- принцесса Маргарита Нидерландская — сестра принцессы Беатрикс, тётка короля Виллема-Александра;
- принцесса Ирена Нидерландская — сестра принцессы Беатрикс, тётка короля Виллема-Александра;